# Messier 19
Messier 19 (NGC 6273) é um aglomerado globular de estrelas localizado na constelação de Ofiúco. Foi descoberto pelo francês Charles Messier em 1764, que o adicionou ao seu catálogo de objetos de aparência semelhante a cometas.
Messier 19 é o mais oblato dos aglomerados globulares conhecidos. Está a uma distância de cerca de 28 000 anos-luz do Sistema Solar, e está bastante próximo ao Centro Galáctico, com apenas cerca de 5.200 anos-luz de distância.

## Descoberta e visualização
O aglomerado globular foi uma das descobertas originais do astrônomo francês Charles Messier, catalogado em 5 de junho de 1784. William Herschel, descobridor de Urano, foi o primeiro a resolver as suas estrelas mais distantes vinte anos mais tarde.

## Características

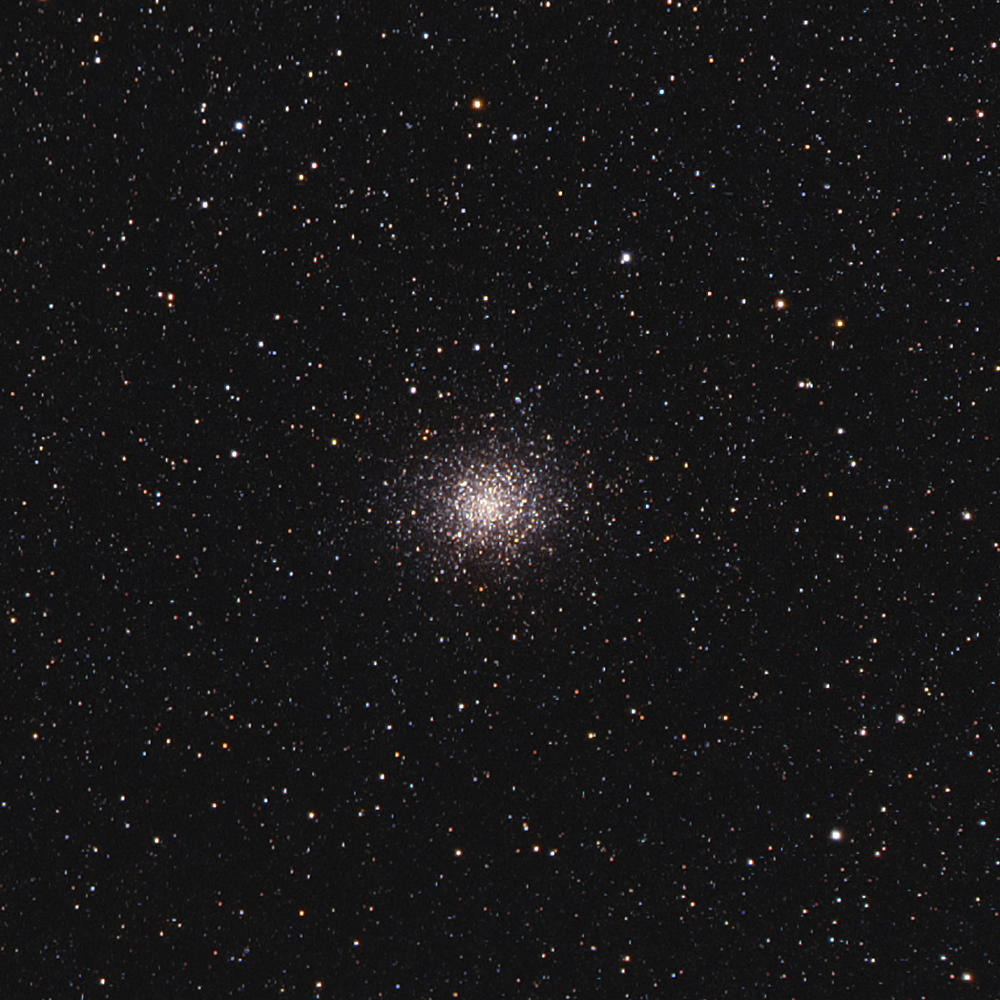
Messier 19, junho de 2009

É um dos aglomerados globulares mais oblatos (achatados) conhecidos. Essa deformidade pode estar relacionado à proximidade do aglomerado ao centro galáctico: embora esteja a cerca de 28 000 anos-luz da Terra, está apenas a 5 200 do núcleo da Via-Láctea, ou cerca de 9° acima do núcleo galáctico na esfera celeste. Afasta-se radialmente do Sistema Solar a uma velocidade aproximada de 146 km/s.
O aglomerado globular é razoavelmente denso e rico, pertecente à classe VII em densidade estelar, segundo a classificação de aglomerados globulares de Harlow Shapley e Helen Sawyer Hogg, onde aglomerados de classe I são os mais densos e os de classe XII são os menos densos. Considerando sua distância e seu diâmetro aparente de 17 minutos de grau, seu diâmetro real é de aproximadamente 140 anos-luz em seu semi-eixo maior. Em telescópios amadores, seu diâmetro aparente é menor, cerca de 6 minutos, enquanto que em fotografias típicas seu diâmtero aparente seja de 13,5 minutos. Tem uma magnitude absoluta -9.
As estrelas mais brilhantes do aglomerado têm uma magnitude aparente 14 em média, embora a magnitude aparente média de suas estrelas seja 15,3. Segundo Sawyer Hogg, sua classe espectral é F5. Conhece-se apenas quatro estrelas variáveis no aglomerado, todas RR Lyrae.